# Dropidas
Dropidas ou Dropidès (en grec ancien : Δροπίδης), né vers 640 avant J-C et mort après 592, est un archonte d'Athènes (593-592 av. J-C).

## Biographie
D'après Platon, fils de Critias, il est compagnon et parent de Solon,.